# Суверен д'ор
Суверен д'ор (фр. Souverain d'or) — популярна золота монета, карбована на основі грошової реформи від 19 вересня 1749 в Австрійських Нідерландах, які економічно піднялися завдяки ткацтву, гобеленам і торгівлі. За активної підтримки всього населення, яке здало наявні запаси цінних металів, до 1792 налагоджене карбування високоякісних нідерландських одинарних суверенів (Souverain d'or: 11,332 г золота 919-ї проби), їх половинок (5,566 г) і четвертинок (з 1791; 2,76 г).
З 1790 до 1856 ці монети, що оцінювалися в 13 флоринів 20 крейцерів, 6 флоринів 10 крейцерів та 3 флорини 5 крейцерів, карбувалися в Мілані (Ломбардо-Венеціанське королівство з 1823) як соверени (італ. Sovrano; 11,33 г 900-ї проби) та півсоверени (5,67 г 900-ї проби).
Монети, що стали об'єктом крупних торгівельних операцій та предметом накопичення, з 1770-х набули (разом із голландськими дукатами) значного поширення як на території Галичини та Буковини, що належали Австрії, так і на сусідніх територіях (у Бессарабії та ін.).